# 炎の筆魂
『炎の筆魂』は、朝日ソノラマ刊行の漫画家島本和彦短編集。
ここでは、その第2弾である『炎の筆魂 弐之拳』と第3弾である『炎の筆魂 参之拳』と『アオイ炎の筆魂』についても記載する。

## 『炎の筆魂』収録作品

### 根性戦隊ガッツマン
「月刊少年エース」（角川書店）1997年5月号初出。
宮村優子が一般公募で選ばれた根性戦隊ガッツマンのリーダー（レッド）となって、滅亡を逃れられないと自暴自棄になり未来から現代の地球を滅ぼしに来た地球人の根性を叩き直しに行く。

### ちょっとだけUターン
「月刊少年キャプテン」（徳間書店）1989年5月18日号初出。
主人公、清水小次郎はライバルの尾崎との決闘に負け、三途の川に送られた。そこで小次郎は天国へ行くか地獄へ行くかの裁判のために今までの人生を振り返る事となる。生まれてこのかた人に情けを掛けたことも掛けられた事もないと自負する小次郎だったが自分の住むアパートの大家の娘、天野めぐみに唯一受けた情けを見つける。小次郎は死ぬ前に借りを返すため、半ば強引に現世に1ヶ月間生き返った。

### アカデミー
「ヤングマガジンダッシュ」（講談社）1993年1号初出。
「妥協をしなさ過ぎる！」と仲間に見捨てられながらも、自主製作の映画に一切の妥協を許さない俳優ゴウダと監督兼カメラマンの二人が徹底的にリアリティを追求し、一人の女を巡る二人の男の戦いの映画を作り上げるまでを描く。
掲載書籍
『アオイ炎の筆魂』

### あしたのガンダム
「サイバーコミックス」（バンダイ）1988年1号初出
カズヒコ・ヨシカズ名義の作品。
『あしたのジョー』（作：高森朝雄 画：ちばてつや）と『機動戦士ガンダム』を合わせた、パロディ漫画である。
『機動戦士ガンダム』の第1話からオデッサ作戦までをベースに『あしたのジョー』のシチュエーションを加味。クライマックスではマチルダ中尉の戦死を力石徹の死に被せたものとなっている。
ドム登場シーンで、ガンダム劇中BGMの一つを「でっこんでーで」という擬音で表現し、反響を呼んだ。
掲載書籍
『ガンダムジェネレーション』
『アオイ炎の筆魂』

## 『炎の筆魂 弐之拳』収録作品

### 私立ジャスティス学園外伝
予告編は「ゲーメスト」1998年2月15日号増刊 No.213「私立ジャスティス学園 熱・血・大・全」。本編は1998年ゲーメストムックVol.123「私立ジャスティス学園 熱・血・大・全2」（共に新声社）初出。
カプコンの格闘ゲーム『ジャスティス学園』のコミカライズ作品でバツ、英雄、響子、雷蔵などゲーム登場キャラクターの他に熱血隼人というオリジナルキャラクターが登場している。このキャラクターはプレイステーション版『私立ジャスティス学園』発売時に使用キャラクターに追加され、シリーズのレギュラーキャラクターとなっている。

### 天下統虫物語
「コミックムウ」94年創刊準備号（NHK出版）初出。
マンガ家の卵である天下統（てんかおさむ）が様々なマンガ家のアシスタントとなり、経験を積んで、一人前のマンガ家・天下統虫となるまでを描く作品となる筈だったが、掲載誌の「コミックムウ」が準備号のみで正式刊行されなかったことにより、第1話の石ノ森章太郎のみ描かれて続編は描かれていない。
また、『燃えよペン』第2部に登場する編集者と同一人物と思われる編集者が登場している。
掲載書籍
『仮面ライダーZO』（双葉社） - 石ノ森関連作品ということで掲載。1話以降の伏線を兼ねていたラスト1頁のみ省かれている。
『アオイ炎の筆魂』

### ザ・勝負!!
「ヤングアニマル」1995年6号-9号（白泉社）初出。
全3話で宮本武蔵、クレオパトラ、北条時宗の順で彼らの功績、成功の秘訣、そしてそこから得られる教訓をギャグタッチに描く。

### ブライダルソルジャー
「ミスターマガジンハッピー増刊」1993年10月20日号（講談社）初出。
主人公は営業マンの大堂。彼は3年先まで空かないとも言われる結婚式場での結婚を1年後に控えていたが、恋人は結婚サギ師だった。全てを失うも、式場の予約だけは残った大堂は泣きながらこう誓う。
「とにかく来年結婚式を挙げさえすれば俺の勝ちなのだ!!」

### せがた三四郎 北極激闘編
「ヤングアニマル」98年9号（白泉社）初出。
セガのイメージキャラクター『せがた三四郎』を漫画化したもの。当時発売していたセガサターンの販促漫画的な面が大きい。

### 無謀キャプテン第0話
「月刊少年キャプテン」（徳間書店）1992年7月号初出。

## 『炎の筆魂 参之拳』収録作品

### マグマ大使 地上最大のロケット人間の巻
初出は『COMIC CUE』第6巻「特集：手塚治虫リミックス」（イースト・プレス、1999年、ISBN 4-87257-171-1、127-156頁）。手塚治虫の作品群を題材とした手塚プロダクション公認のパロディ漫画。
主人公は『マグマ大使』で、題名や大まかな筋書きは『鉄腕アトム』のエピソード「地上最大のロボット」を踏まえている。マグマ大使が「自分も手塚漫画の主人公なのに地位が低い」と不満を持ち、他の手塚漫画のキャラクターに次々と決闘を挑んで倒していく。
登場キャラクター
マグマ大使
『マグマ大使』の登場キャラクター。
モル、ガム
『マグマ大使』の登場キャラクター。
アトム
『鉄腕アトム』の登場キャラクター。「聖域」であるとして後回しにされ、名前が言及されるのみ。
ガロン
『魔神ガロン』の登場キャラクター。
ビッグX
『ビッグX』の登場キャラクター。
サンダーマスク
『サンダーマスク』の登場キャラクター。
ロビタ
『火の鳥・未来編』の登場キャラクター。
「手塚漫画史上一番恐ろしいロボット」
『W3』の登場メカ。巨大ロボットに変身できる空飛ぶ円盤型の宇宙船。
ボッコ
『W3』の登場キャラクター。
カオス
『マグマ大使』の登場キャラクター。
ゴジ博士
『鉄腕アトム』のエピソード「地上最大のロボット」の登場キャラクター。

### 一番星のジャッカル
「週刊少年サンデー増刊号」87年1月号-3月号（小学館）初出。
『一番星のジャッカル』のプロトタイプ。

### 炎のラウンド
「ビッグコミックスピリッツ増刊」87年10月29日号（小学館）初出。

### 島ちゃんお涙劇場
「週刊少年サンデー増刊号」87年12月号（小学館）初出。
『マッチ売りの少女』のパロディ。

### ファイナルワン
「週刊少年サンデー」89年5号（小学館）初出。
史村翔原作。

### 逆襲棋士瞳
「ビッグコミックスピリッツ増刊」88年1月20日号（小学館）初出。

### 島ちゃんの4コマ劇場
「週刊少年サンデー」88年44号（小学館）初出。
洋画のパロディ4コマ。

## 『アオイ炎の筆魂』収録作品
- マグマ大使 地上最大のロケット人間の巻
- あしたのガンダム
- 超級!機動武闘伝Gガンダム
- アカデミー
- 天下統虫物語